# LR-441
La carretera LR-441 es una carretera de Red Local perteneciente a la Red de Carreteras de la Comunidad Autónoma de La Rioja que comunica la ciudad de Logroño con el barrio de El Cortijo. La distancia aproximada de la carretera es de 6,2 kilómetros.
En la LR-441 se encuentra Karting Rioja, un karting con circuito al aire libre, y la residencia Monte Rincón, una residencia de la tercera edad, además de diversas empresas de actividades varias y muchas huertas pertenecientes a particulares.
- Datos: Q5961724